# STS-31
STS-31 was de vijfendertigste missie van het Amerikaanse Spaceshuttleprogramma en de tiende die werd uitgevoerd door Space Shuttle Discovery. Tijdens deze missie werd de Hubble Space Telescope in een baan rond de aarde gebracht.

## Bemanning
| Positie            | Lancering                             | Landing                               |                                     |
| ------------------ | ------------------------------------- | ------------------------------------- | ----------------------------------- |
| Bevelhebber        | Loren J. Shriver 2e ruimtevlucht      | Loren J. Shriver 2e ruimtevlucht      |                                     |
| Piloot             | Charles F. Bolden Jr. 2e ruimtevlucht | Charles F. Bolden Jr. 2e ruimtevlucht |                                     |
| Missiespecialist 1 | Bruce McCandless II 2e ruimtevlucht   | Bruce McCandless II 2e ruimtevlucht   |                                     |
| Missiespecialist 2 | Steven A. Hawley 3e ruimtevlucht      | Steven A. Hawley 3e ruimtevlucht      | Steven A. Hawley 3e ruimtevlucht    |
| Missiespecialist 3 | Kathryn D. Sullivan 2e ruimtevlucht   | Kathryn D. Sullivan 2e ruimtevlucht   | Kathryn D. Sullivan 2e ruimtevlucht |

### Opmerking
Deze missie stond oorspronkelijk gepland voor augustus 1986, maar werd uitgesteld na de ramp met Space Shuttle Challenger.

## Missieverloop

### Lancering
De eerste lanceerpoging die werd ondernomen, op 10 april, werd afgebroken toen een abnormale waarde werd gedetecteerd in een van de APU's. De APU in kwestie werd vervangen en de batterijen van Ruimtetelescoop Hubble werden herladen. Op 24 april werd een tweede lanceerpoging ondernomen. 31 seconden voor de geplande lancering werd het aftellen gestopt omdat de computers van Discovery een brandstofleiding niet konden afkoppelen. De leiding werd manueel afgekoppeld, waarna men het aftellen verder zette.

### In de ruimte
Op 25 april 1990 werd de Hubble Space Telescope in zijn baan op ca. 600 km hoogte gebracht. Dit was tevens het hoofddoel van de missie. Tijdens de rest van de missie werden andere wetenschappelijke experimenten uitgevoerd.
Tijdens deze missie weigerde een van Hubbles zonnepanelen dienst. Terwijl men op de grond naar een oplossing zocht, begonnen astronauten McCandless en Sullivan de voorbereidingen te treffen voor een ruimtewandeling die dit probleem moest verhelpen. Terwijl beide astronauten in de luchtsluis van Discovery aan het wachten waren om het ruimteveer te verlaten, klapte het zonnepaneel alsnog uit.

### Terugkeer en landing
Op 29 april 1990 landde Discovery op baan 22 van Edwards Air Force Base in Californië. Op 7 mei werd Discovery terug naar het Kennedy Space Center getransporteerd.

## Media

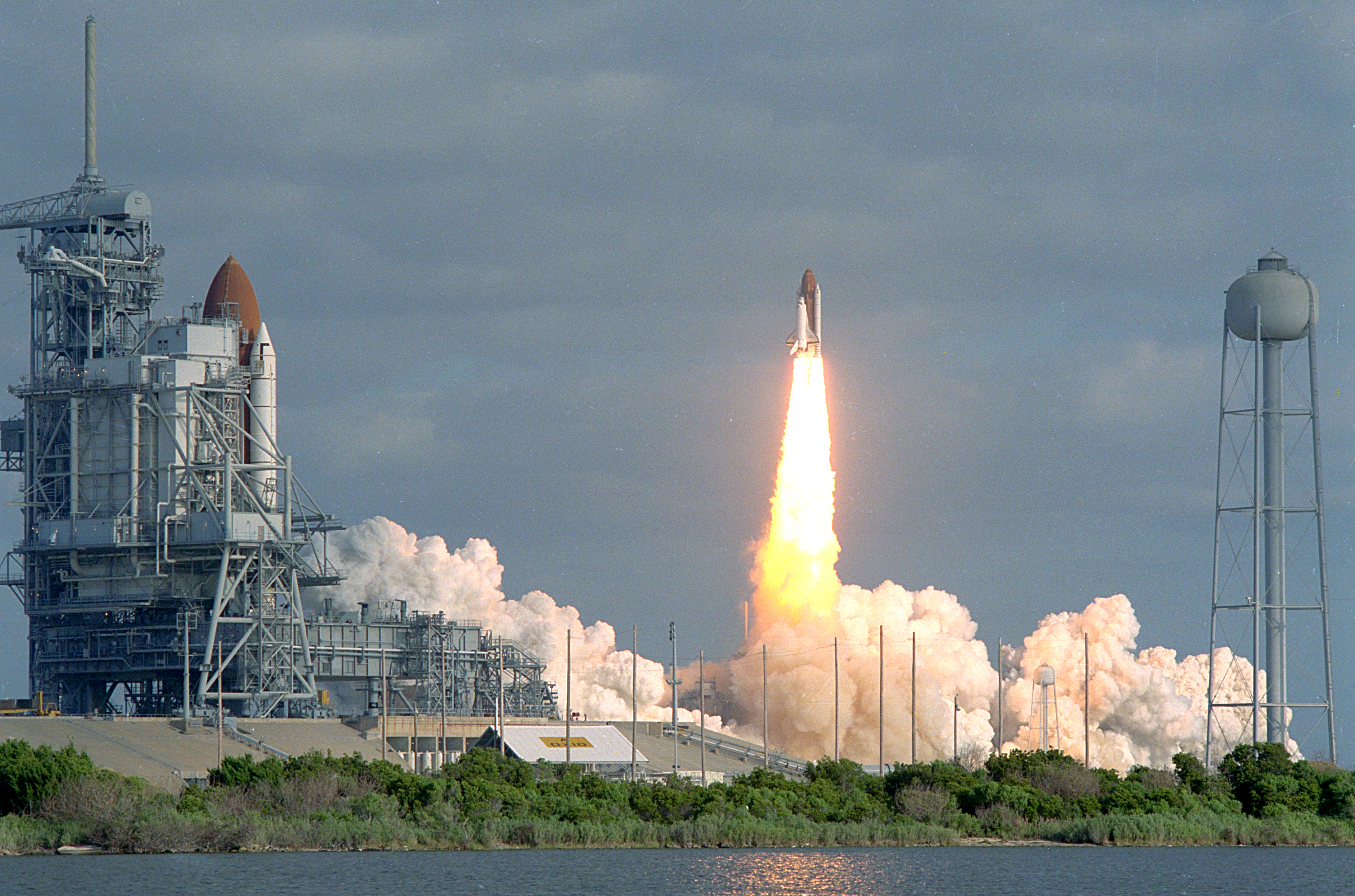
Lancering
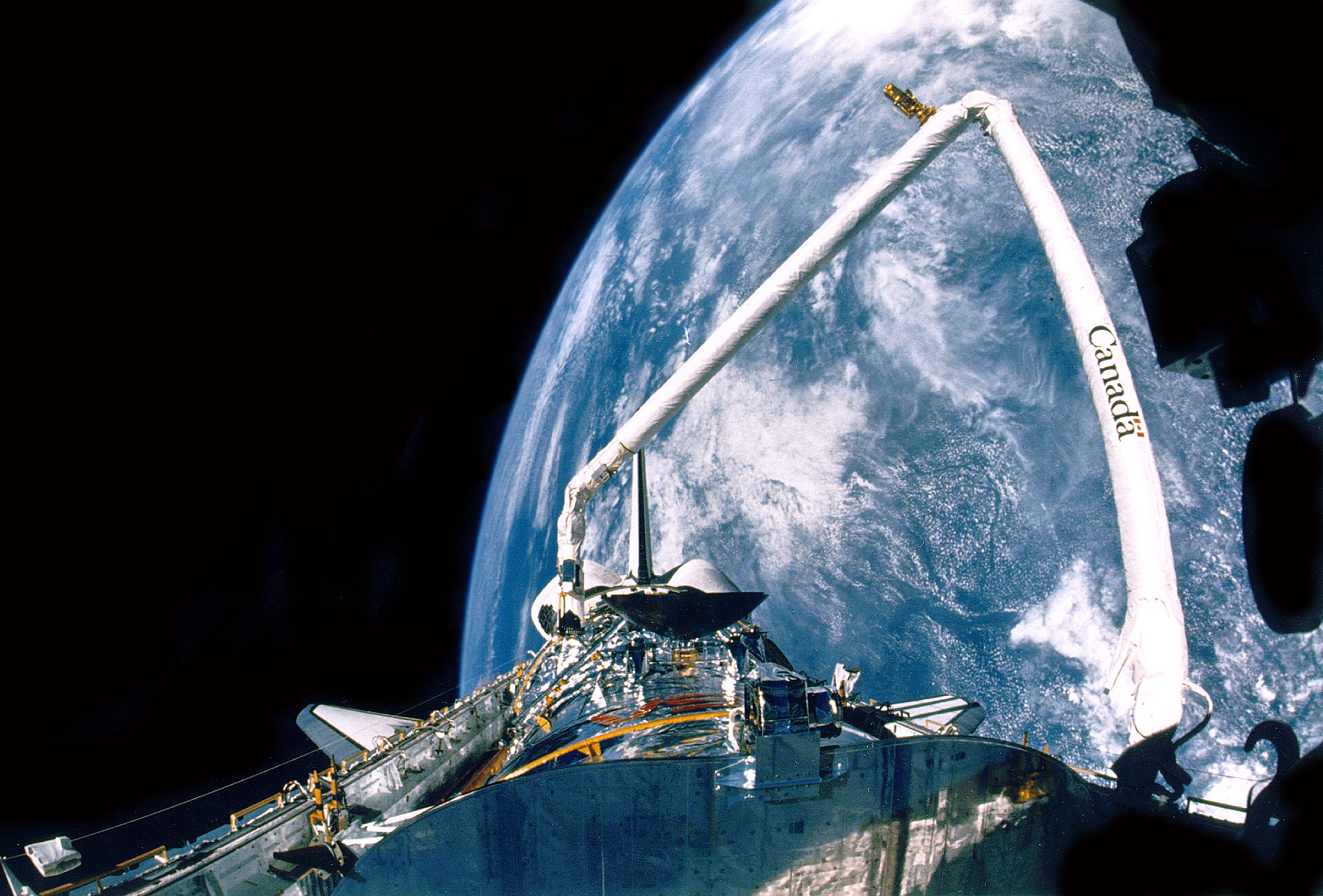
De Hubble in het laadruim van Discovery
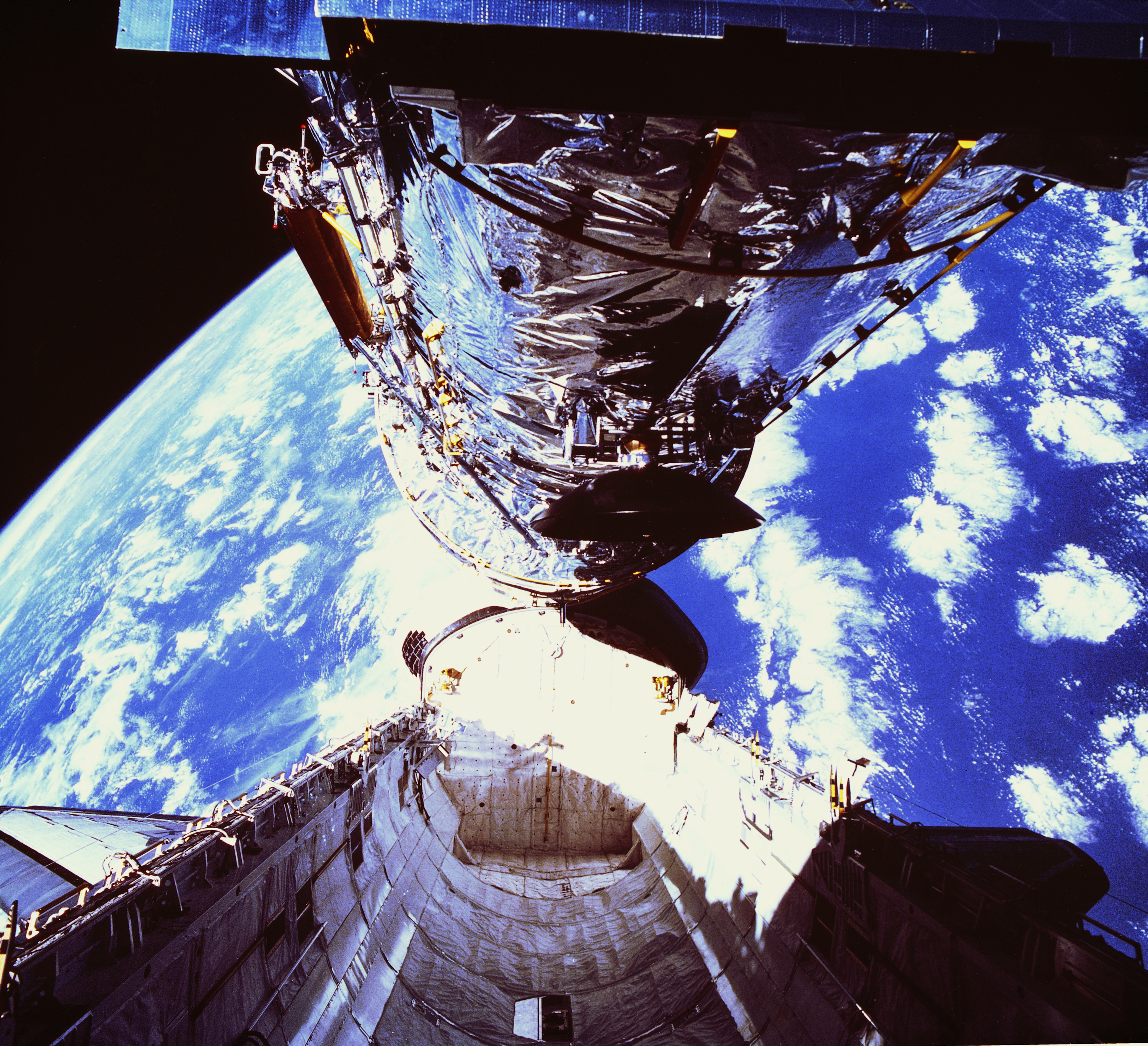
De Hubble wordt uit het laadruim van Discovery gehesen
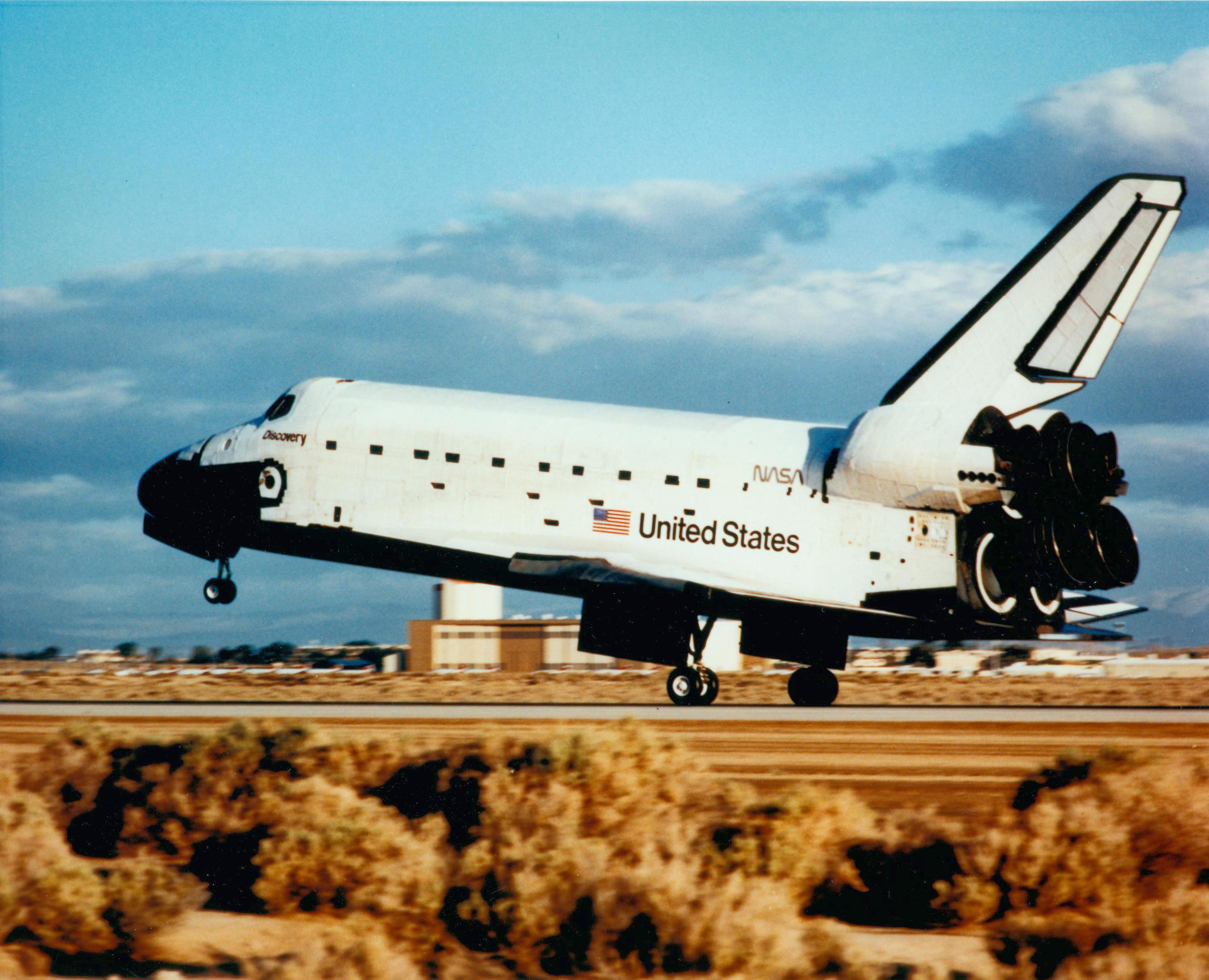
Discovery landt op Edwards Air Force Base